# Carolina Cristina Elias
Carolina Cristina Elias é uma professora e política angolana. Filiada ao Movimento Popular de Libertação de Angola (MPLA), é deputada de Angola pela Província de Namibe desde 2008.
Alexandre licenciou-se em pedagogia. Em 1979, iniciou sua carreira no funcionalismo público como responsável técnica no Centro Provincial de Alfabetização no Namibe. Posteriormente, ocupou cargos de chefia nos setores de educação e documentação.